# Praszywa (Beskid Śląski)

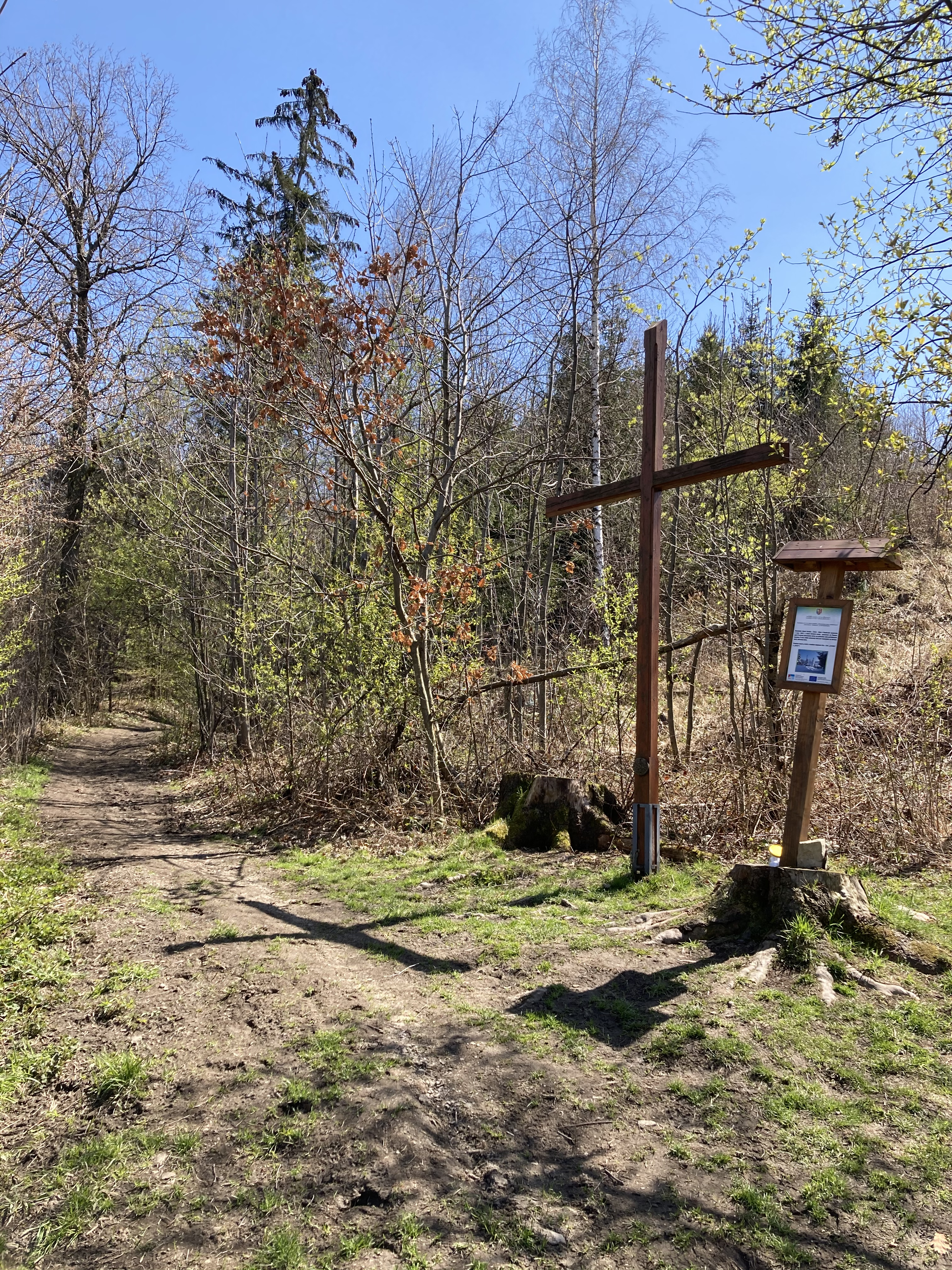
Krzyż pod Praszywą

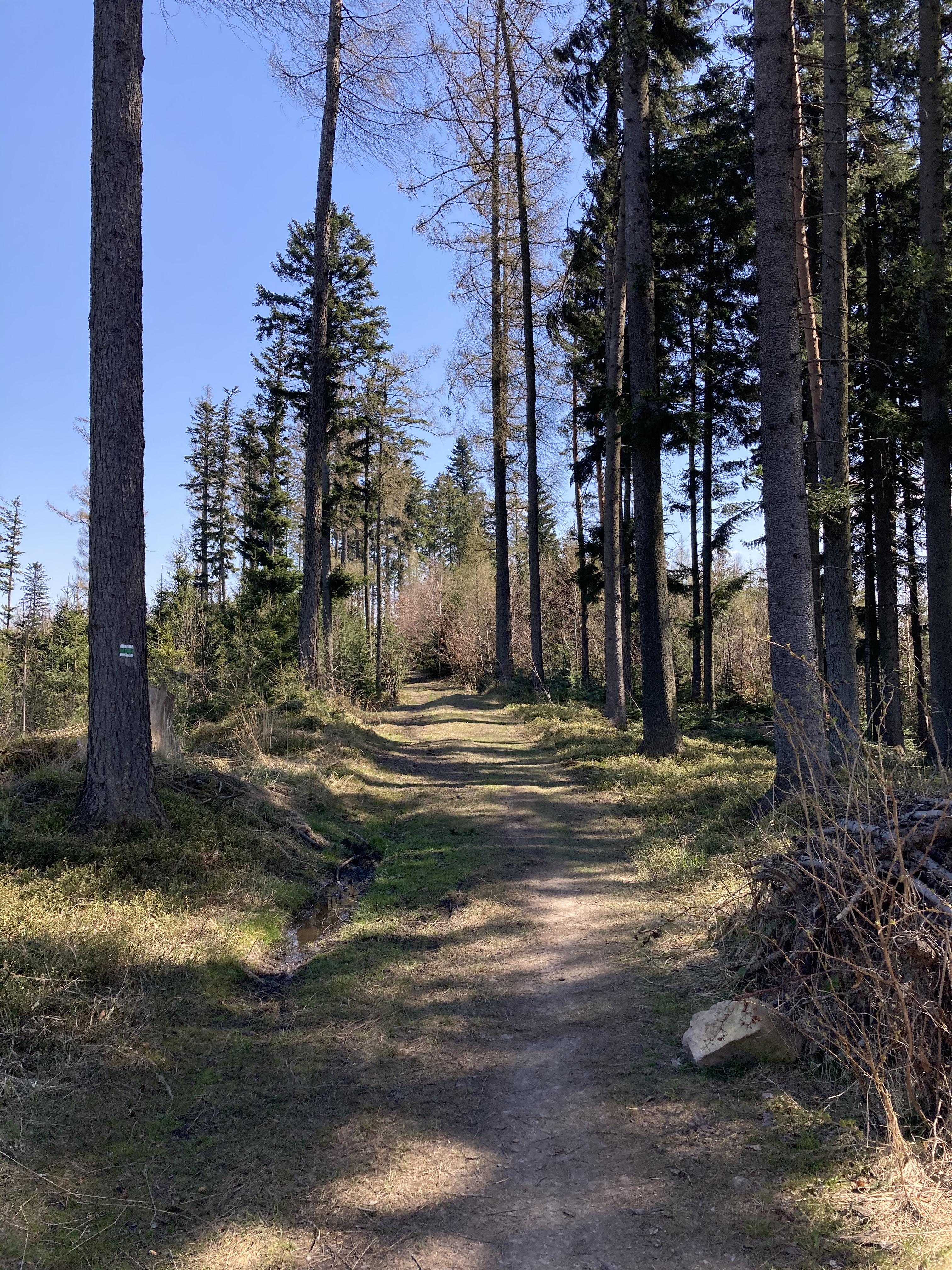
Zielony szlak turystyczny

Praszywa – szczyt w Beskidzie Śląskim w Paśmie Stożka i Czantorii, leżący na granicy gmin Wędryni, Bystrzycy i Nydku. Najwyższy punkt Praszywej znajduje się nad Nydkiem i ma wysokość 570 m n.p.m.

## Budowa geologiczna
Pod względem geologicznym zbocza Praszywej tworzone są warstwą piaskowców fliszowych. W górnych warstwach piaskowce ulegają zwietrzeniu, co prowadzi do powstania profilu. Warstwy piaskowcowe w okolicy Praszywej zawierają, w bardzo małych ilościach, osady rud żelaza, które wykorzystywane były jako źródło do produkcji żelaza w Hucie trzynieckiej.

## Szlaki
Grzebieniem Praszywej przechodzi zielony szlak turystyczny, prowadzący z Bystrzycy do Nydku. Po drodze zostały rozmieszczone cztery tablice informacyjne, które powstały w ramach projektu „Poprawa sytuacji kryzysowej w miejscowości Praszywa góra – Bystrzyca”, realizowanego przez Szkołę Podstawową i Przedszkole z polskim językiem nauczania im. Stanisława Hadyny w Bystrzycy. Projekt został zrealizowany dzięki finansowaniu Nadační Fond Hyundai i Nadace Open Society Fund Praha.

## Krzyże
Na Praszywej ustawione są także dwa krzyże. Krzyż pod Praszywą został ustawiony na pamiątkę uroczystości urządzanych przez katolicki ruch Światło – Życie Oaza w roku 1992. Stary, rozpadający się krzyż wymieniono w roku 2006 na nowy. Krzyż na Praszywej postawiono i wyświęcono w roku 2009 w ramach drogi krzyżowej trzech parafii: wędryńskiej, bystrzyckiej i nydeckiej.